# Біллі Елліот
«Біллі Елліот» (англ. Billy Elliot) — британський фільм режисера Стівена Долдрі. У головних ролях — Джеймі Белл, Джулі Уолтерс і Гарі Льюїс.

## Сюжет
Слоган фільму: «Усередині кожного з нас є особливий талант, який чекає на свій вихід назовні. Хитрість у тому, що треба знайти цей вихід».
Дія відбувається в 1984 році, під час Страйку британських шахтарів, і зосереджується на 11-річному Біллі Елліоті (Джеймі Белл), на його любові до танцю, та його надії стати професійним балетним танцюристом.
Біллі живе зі своїм овдовілим батьком, Джеккі (Гері Льюїс), старшим братом - Тоні (Джеймі Древен), і своєю старою бабусею - Нен (Джин Хейвуд), яка колись теж прагнула стати професійною танцівницею. І Джекі, і Тоні — шахтарі, які беруть участь у страйку.
Джекі віддає Біллі в Спортивний центр, щоб той почав займатися боксом, як і належить синові спадкового шахтаря. Але Біллі не приваблює цей вид спорту. Натомість його увага прикута до балетного класу, заняття якого вимушено проходять у тренажерному залі через те, що балетну студію, що розташовується на першому поверсі будівлі, перетворили на їдальню для страйкуючих шахтарів. Потай від батька Біллі починає брати уроки балету. Незабаром тренер з боксу повідомляє Джеккі про відсутність його сина на тренуваннях, і згодом таємниця юного Біллі розкривається. Джекі вважає, що балет не чоловічий вид спорту і захоплення ним його сина є певним відхиленням від норми. Він категорично забороняє Біллі відвідувати заняття. Але той, захоплений танцем, все ж таки продовжує таємно брати індивідуальні уроки у своєї викладачки з танців — Джорджії Вілкінсон (Джулі Волтерс).
Джорджія вважає, що Біллі досить талановитий, і пропонує йому спробувати вступити до Королівської балетної школи Лондона. Але через арешт Тоні під час сутички між поліцією і шахтарями, що страйкують, Біллі пропускає прослуховування. Джорджія йде до будинку Біллі, щоб розповісти Джекі про втрачену нагоду. Джекі і Тоні лютують, боячись, що Біллі вважатимуть гомосексуалом, і в дуже різкому тоні виправджують Джорджію, а також дають зрозуміти Біллі, що не може бути й мови про те, щоб він зв'язав своє життя з балетом.
Проте невдовзі батько Біллі бачить танцюючого сина і розуміє, що той справді повністю захоплений танцем. Джекі робить все можливе, щоб допомогти йому здійснити свою мрію та дати шанс вибратися з маленького шахтарського селища у світ. Для навчання у Королівській балетній школі потрібні гроші. Джекі хоче вийти із страйку, але старший син відмовляє його від цього. Джекі продає дорогі серцю прикраси, що належали колись його дружині, матері Біллі. Батько та син вирушають до Лондона на прослуховування. Біллі виступає чудово, про що свідчить крайня зацікавленість і щиро здивування приймальної комісії. Проте після прослуховування, будучи вкрай схвильованим, Біллі вдаряє іншого хлопчика. Прийомна комісія заявляє про неприпустимість таких дій, але питанням, «Що ти відчуваєш, коли танцюєш?», заданий Біллі, хлопчик дає оригінальну, щиру відповідь, що свідчить, що він цілком захоплений танцем. Через деякий час сім'я Елліотів отримує листа з Королівської школи балету, в якому міститься повідомлення про зарахування Біллі Елліота.
У заключній частині фільму глядач бачить вже дорослого двадцятип'ятирічного Біллі Елліота, який досяг своєї мрії. Він виходить на сцену в Уест-Енді та виконує провідну партію балету Лебедине озеро у постановці Метью Борна. Джекі, Тоні та друг дитинства Біллі - Майкл дивляться на нього з залу для глядачів.

## У ролях
- Джеймі Белл — Біллі Елліот
- Джулі Уолтерс — Сандра Вілкінсон
- Гарі Льюїс — Джеккі Елліот
- Джеймі Дрейвен — Тоні Елліот
- Джин Хейвуд — Бабуся
- Стюарт Уеллс — Майкл Кеффрі
- Нікола Блеквелл — Деббі Вілкінсон
- Колін Маклаклан — Том Вілкінсон
- Біллі Фейн — Брейтуейт
- Джанін Біркетт — Дженні Елліот
- Адам Купер — Біллі Елліот в 28 років
- Меррін Оуен — Майкл Кеффрі в 28 років
- Стівен Менген — Крейн

## Знімальна група
- Режисер: Стівен Долдрі[en]
- Сценарист: Лі Холл[en]
- Композитор: Стівен Уорбек[en]
- Оператор: Браян Туфано

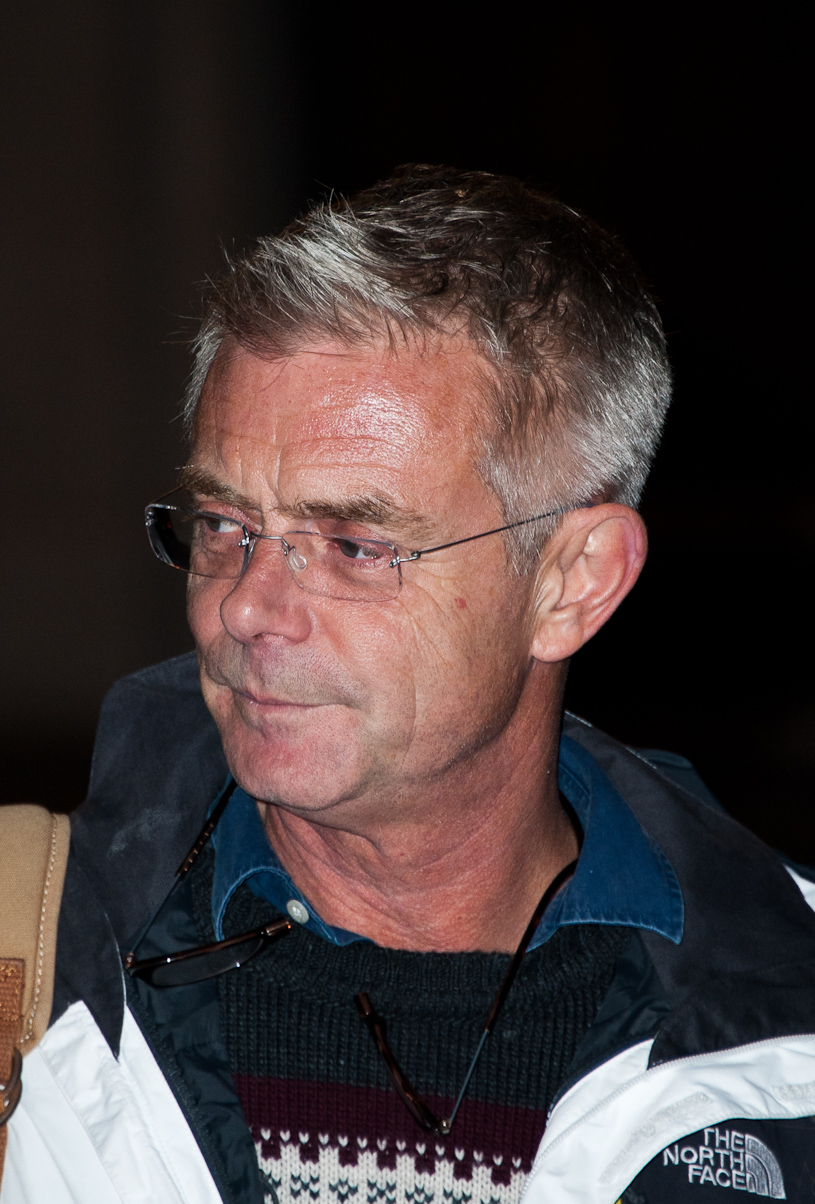
Стівен Долдрі

- Продюсери: Грег Бренман, Чарльз Бренд, Джонатан Фінн, Торі Паррі, Тесса Росс, Девід М. Томпсон, Наташа Вортон
- Художники: Марія Джуркович, Адам О'Ніл, Стюарт Мічем, Тетяна Лунд
- Монтаж: Джон Вілсон